# Сервилия (2 век пр.н.е.)
Вижте пояснителната страница за други личности с името Сервилия.
Сервилия (на латински: Servilia) е римлянка от 2 век пр.н.е. Произлиза от фамилията Сервилии от Цепионите.
Сервилия е втората съпруга на Квинт Лутаций Катул. През 102 г. пр.н.е. той става едва след третата кандидатура консул и претор на Сицилия. Той е отличен оратор, поет и проза-писател, запознат с гръцката литература. Катул има голямо богатство, което ползва за разкрасяване на град Рим. Строи две сгради Monumenta Catuli: Храмът на Фортуна huiusque diei и Porticus Catuli. Неговият син от първия му брак с Домиция от Ахенобарбиите, Квинт Лутаций Катул, е през 78 пр.н.е. консул.
Сервилия и Катул имат дъщеря Лутация, която се омъжва за Квинт Хортензий.